# Szentjobbi apátság
A szentjobbi Boldogasszony-apátság bencés, majd pálos monostor. Szent László király alapította 1083-ban a Szent István jobbjának őrzésére, a mai Bihar megyei Szentjobb község (románul Sániob) belterületétől északra  Szűz Mária tiszteletére szenteltek.

## Története
A monostor felépülte után vette fel a település a Szentjobb nevet. A monostort azon a helyen építették fel, ahol Katapán fia Mercurius állítólag elrejtette István ereklyéjét, miután a szentté avatási exhumálási eljárás során – 1083-ban – titokban magához vette (ellopta) azt. Az először fából épült Szent Benedek-rendi apátságot Álmos herceg építtette át és erősíttette meg Szent László rendelkezése értelmében a bazilikával együtt, melyben a Szent Jobbot őrizték. Kálmán király a szent-jobbi apátságot eltörölte, amely pusztulásnak indult. II. Géza király visszaállíttatta régi állapotába, s összes javait is visszaadta a monostornak, mely már 1239-ben hiteles joggal bírt.
A tatárjárás alatt a monostor is osztozott Várad sorsában, de a Szent Jobbot megmentették, mivel minden jel arra mutat, hogy a vész elmúltával újra itt őrizték. 1498-ban II. Ulászló a monostort a pálosokra bízta, akiknek 1501 utántól 1560-ig volt birtokában.
1563-ban a monostor megszűnt, a javadalom világi kézre került, majd 1660-ban a török foglalta el. A címet és a javadalmat világi papok, többnyire kanonokok vagy püspökök birtokolták, akik a török kiűzése után kezdtek ismét gazdálkodni az apátsági birtokon, amelyhez földek, erdők, szőlőgazdaság és malom tartozott. Winkler Mátyás apát az 1710-es években apáti rezidenciát építtetett a korábbi vár területén, amelyet később többször bővítették. A szentjobbi plébániatemplomot Karl Hannibal von Dietrichstein apát építtette 1745-ben. Az ebben található Mária-kegykép, a brünni Fekete Madonna egyik másolata, eredetileg eredetileg az 1769-ben épült Szűz Mária születése kápolna oltárán állt. Fraknói Vilmos apát 1911-ben 50 ezer korona költséggel lányiskolát építtetett a faluban, amelynek fenntartását is vállalta. Az iskola vezetésével az irgalmas nővéreket (Szeretet Leányai) bízta meg.
1982-ben Hosszú László váradi ordinárius Tempfli József várad-olaszi plébánost nevezte ki szentjobbi apátnak. Tempfli József püspökké szentelése után is megtartotta a szentjobbi apát címét, nyugdíjba vonulása után pedig azon fáradozott, hogy a szentjobbi apátság romjain egy új épület épüljön.
A monostor helyén, a község temetőjében téglatörmelékek voltak a 21. század elején. Az egykori apátság helyét a temetőben egy feltűnő halom jelzi.

## Címzetes apátok
- Drugeth Bálint esztergomi kanonok, 1673–1691
- Illyés István esztergomi kanonok, 1691–1711
- Vinkler Mátyás szepesi kanonok, 1712–1719
- Kébel Mihály váradi kanonok, 1719–1721
- Csáky Miklós váradi kanonok, 1721–1736
- Karl Hannibal von Dietrichstein salzburgi kanonok, 1737–1794
- Mándics Antal zágrábi kanonok, 1794–1806
- Fischer István szatmári püspök, 1806–1807
- Klobusiczky Péter szatmári püspök, 1807–1822
- Kovács Flórián szatmári püspök, 1823–1825
- Hám János szatmári püspök, 1828–1857
- Fábry Ignác kassai püspök, 1859–1867
- Perger János kassai püspök, 1868–1876
- Schuster Konstantin kassai püspök, 1878–1888
- Latinovits Gábor kalocsai kanonok, 1888–1897[3]
- Fraknói Vilmos váradi kanonok, 1900–1924
- Pap József (Josif Pop) váradi kanonok, 1925–1960
- Tempfli József váradolaszi plébános, váradi püspök 1982–2016
- Májernyik Mihály szentjobbi plébános 2018–